# Епідемії чуми на Мальті

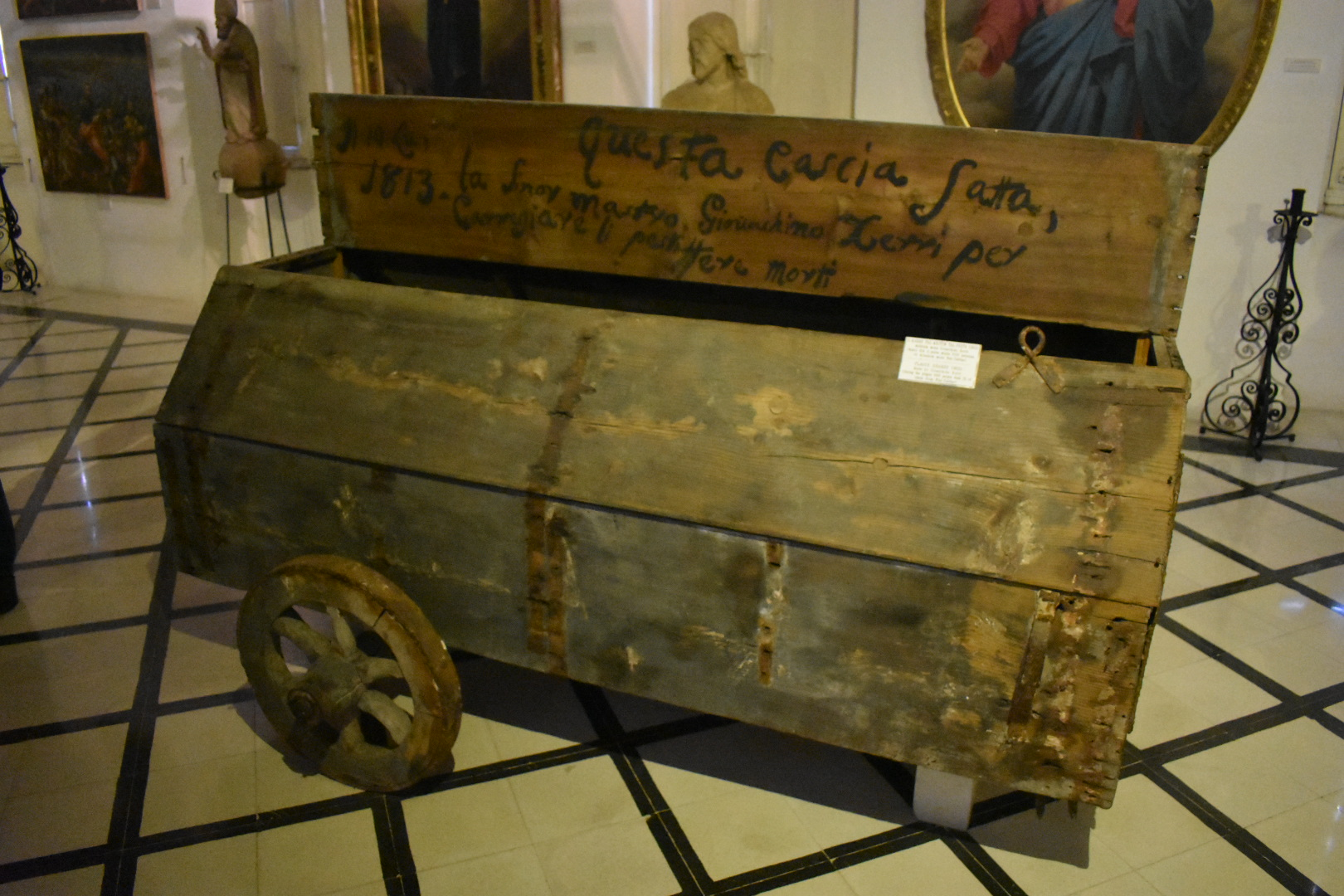
Катафалк возив мертвих під час епідемії чуми 1813 року, зараз знаходиться в музеї

Кілька епідемій чуми охопили Мальту з середньовіччя до 1945 року, забравши майже 20 000 жертв принаймні за десять епідемій протягом 350 років. Після перших епідемій були введені профілактичні заходи, був відкритий лазарет, який видавав патенти про незараження суднам, які курсують Середземним морем.

## Епідемії до 1530 року
Перша епідемія чуми на Мальті могла статися наприкінці XIII століття, а на цвинтарі в Рабаті, Гозо, могли бути останки жертв цієї чуми.
Пандемія « Чорної смерті» поширилася по всій Європі, починаючи з жовтня 1347 року, коли генуезький корабель привіз чуму до Мессіни на Сицилії. Вважається, що пандемія досягла Мальти в 1348 році через тісні економічні та морські відносини між двома островами.
Відомо, що інші епідемії чуми мали місце в 1427–28, 1453, 1501, 1519 та 1523 роках У цьому році хвороба була занесена захопленим галеоном. Коли хворобу виявили, муніципальна влада Мдіни спробувала ізолювати екіпаж, занурити судно і спалити його вантаж. Його власники відмовились, проте корабель був спалений. Незважаючи на це, у місті Біргу спалахнула чума, і поселення було ізольоване від решти країни.
Також мали місце епідемії інших хвороб, крім чуми у період з 1453 по листопад 1455 р.

## Епідемія 1592—1593 років
Ця епідемія — перша, яка була документально зафіксована на Мальті. Чумою були заражені люди на кораблі, який прибув з єгипетської Александрії. Епідемія спричинила близько 3300 жертв, що становило понад 12 % від загальної кількості населення архіпелагу того часу. Це спонукало до більш ефективних карантинних заходів.

## Спалах 1623 року
Хвороба з'явилася в будинку Паоло Еміліо Рамуччі, охоронця порту Мальти. Потім хвороба швидко поширилася на навколишні будинки. Влада швидко ізолювала заражених і вжила карантинних заходів. Епідемію швидко припинили, але все одно вона спричинила смерть 40 людей.

## Придбання лазарета

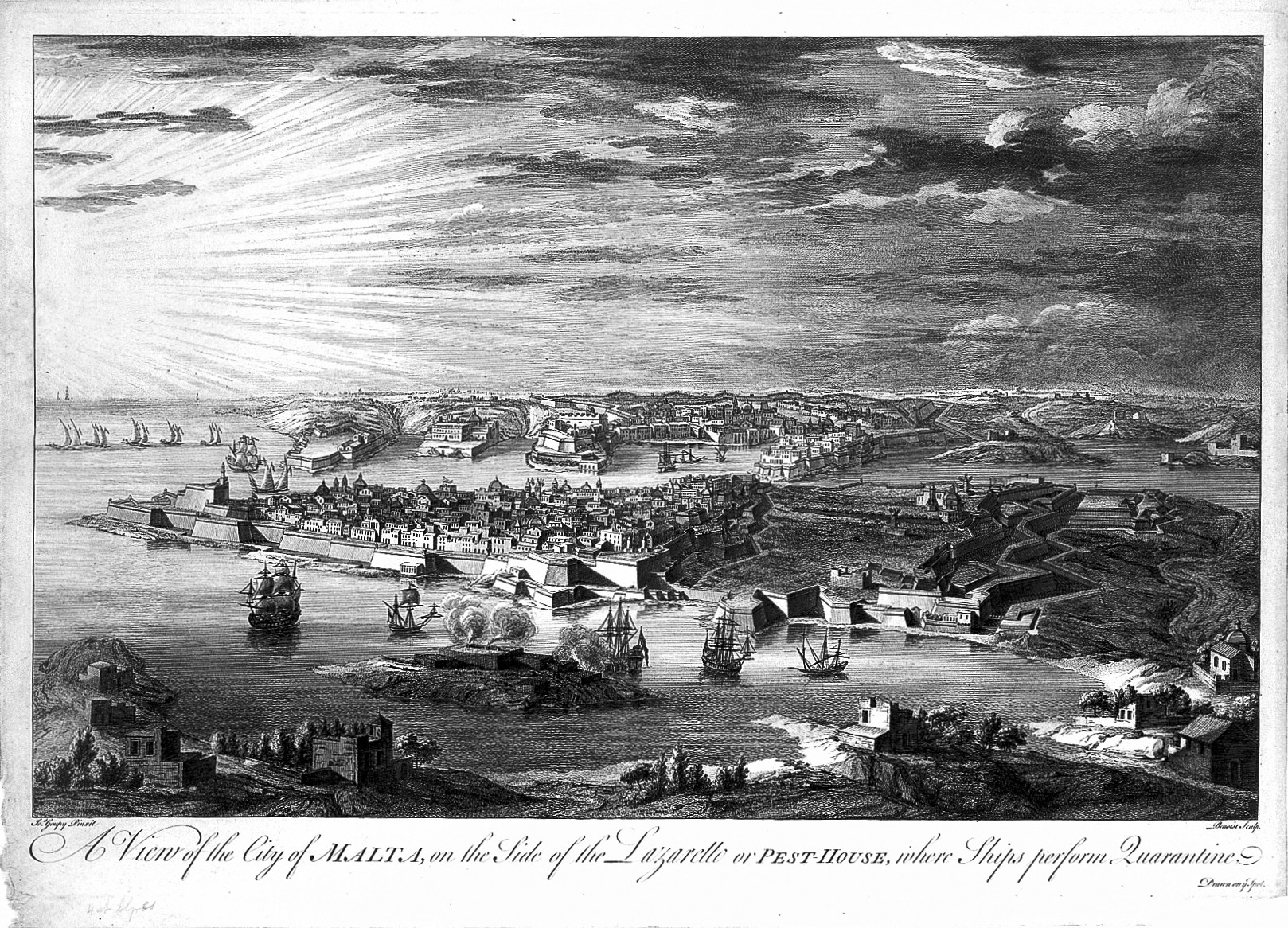
Гравюра 1770 року, на якій на передньому плані зображений карантинний район острова Маноель

Лише в 1643 році Мальта придбала лазарет, встановивши його на острові затоки Марсамшет. Його діяльність швидко стала ефективною і зробила Мальту одним з найбезпечніших портів Середземномор'я. Відтепер мальтійська ліцензія про незараження, видана після карантину, який контролюється органами охорони здоров'я, є однією з найшанованіших. Це дозволяє кораблям мати можливість висаджуватися безпосередньо в портах Західної Європи.

## Спалах 1655 року
Чергова епідемія розпочалася у вересні 1655 року в будинку біля «Порта-Маджоре» (сьогодні «Ворота Вікторії»), розташованого поблизу кораблів, які прямували з Леванта. Власник контактував із членом екіпажу зараженого судна і заразив чумою свою сестру, яка мешкала в Зейтуні. Коли хвороба поширилася на інших членів сім'ї, влада негайно вжила карантинних заходів, ізолюючи людей, які контактували. Швидко взяли під контроль близько сотні пацієнтів, 52 з яких вижили завдяки ефективній медичній допомозі.

## Епідемія 1675—1676 років
Ця четверта епідемія невідомого походження є найсмертоноснішою з відомих на Мальті. Внаслідок неї загинуло 11 тисяч 300 осіб, що становило того часу приблизно чверть населення Мальти і навіть більше в районі Гранд-Харбор. Допомога французьких лікарів та хірургів з Марселя виявиоася дуже корисною.

## Епідемія 1813—1814 років
Ця епідемія, перша за часів британської адміністрації, виникла внаслідок занесення збудника кораблем з Олександрії. Хвороба привела до розорення в сільській місцевості, і, зокрема, міст Зеббудж і Годуй, де загинуло близько 15 % жителів. Чума ненадовго досягла Гоцо наприкінці епідемії.
У період з квітня 1813 по вересень 1814 року в результаті епідемії загинуло 4668 жителів Мальти, із загальною летальністю від 4 до 6 %.

## Спалах 1917 року
Невелика епідемія чуми уразила 8 докерів у Гранд-Харборі в 1917 році, 4 людини загинули між 2 березня і 2 квітня 1917 року Хвороба виникла через відкриття скриньки з Месопотамії, де вирувала епідемія.

## Спалах 1936—1937 років

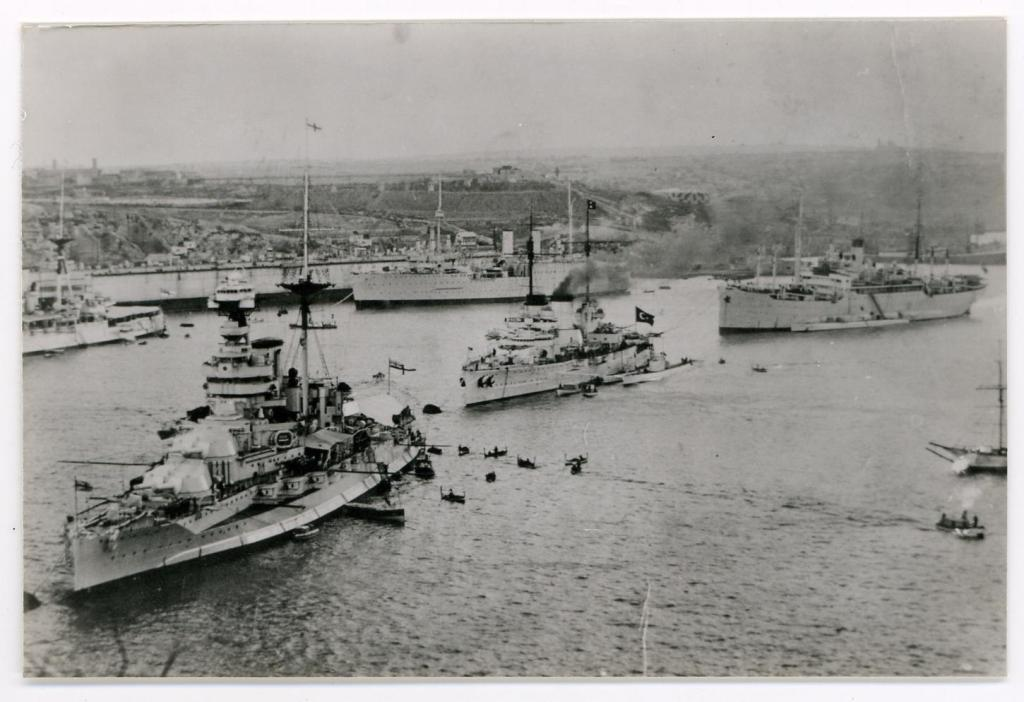
Порт Мальти в 1936 році

У 1936 році в Кормі почалася чума.  Вона з'явилася в сім'ї пекарів з вулиці Рафаелла. Дідусь помер першим 8 квітня. Його 42-річний син помер 13 квітня. 20-річного онука перевели в лазарет і врятували. Походження чуми залишається незрозумілим, можливо, з тюків сіна та соломки, ввезених з Тунісу. Загалом у Кормі за 13 місяців епідемії постраждали вісім людей, чотири з яких загинули. Карантин навколо встановлений, але виявився неефективним. Незабаром чума поширилася на сусіднє містечко Зеббудж, де одинадцять людей померли, у тому числі дівчинка 7 років. Захворювання було також у Рабаті, Марсі, Аттарді, Моств і, можливо, Гоцо. Чума тривала до 1937 року.
Дослідження епідемії були проведені Фемістоклом Заммітом, який зумів виділити культури чумних паличок від 15 з 1500 досліджених пацюків. Він виявив, що головним переносником були чорні пацюки (Rattus rattus).